# Elisabeth Geertruida Wassenbergh
Elisabeth Geertruida Wassenbergh (gedoopt Groningen, 29 mei 1729 - aldaar, begraven 15 oktober 1781) was een Nederlandse schilderes.

## Leven en werk
Wassenbergh was de jongste dochter van Jan Abel Wassenbergh en Johanna van Oijen. Ze leerde het schilderen van haar vader. Ze was fijnschilder en maakte onder meer portretten en genrestukken. Toen ze in 1778 trouwde met de jurist Jan Tiddo Fockens, stopte ze met schilderen.
In 2006-2007 was werk van Wassenbergh en haar vader te zien in het Groninger Museum bij de tentoonstelling De zilveren eeuw in Groningen.

## Schilderijen

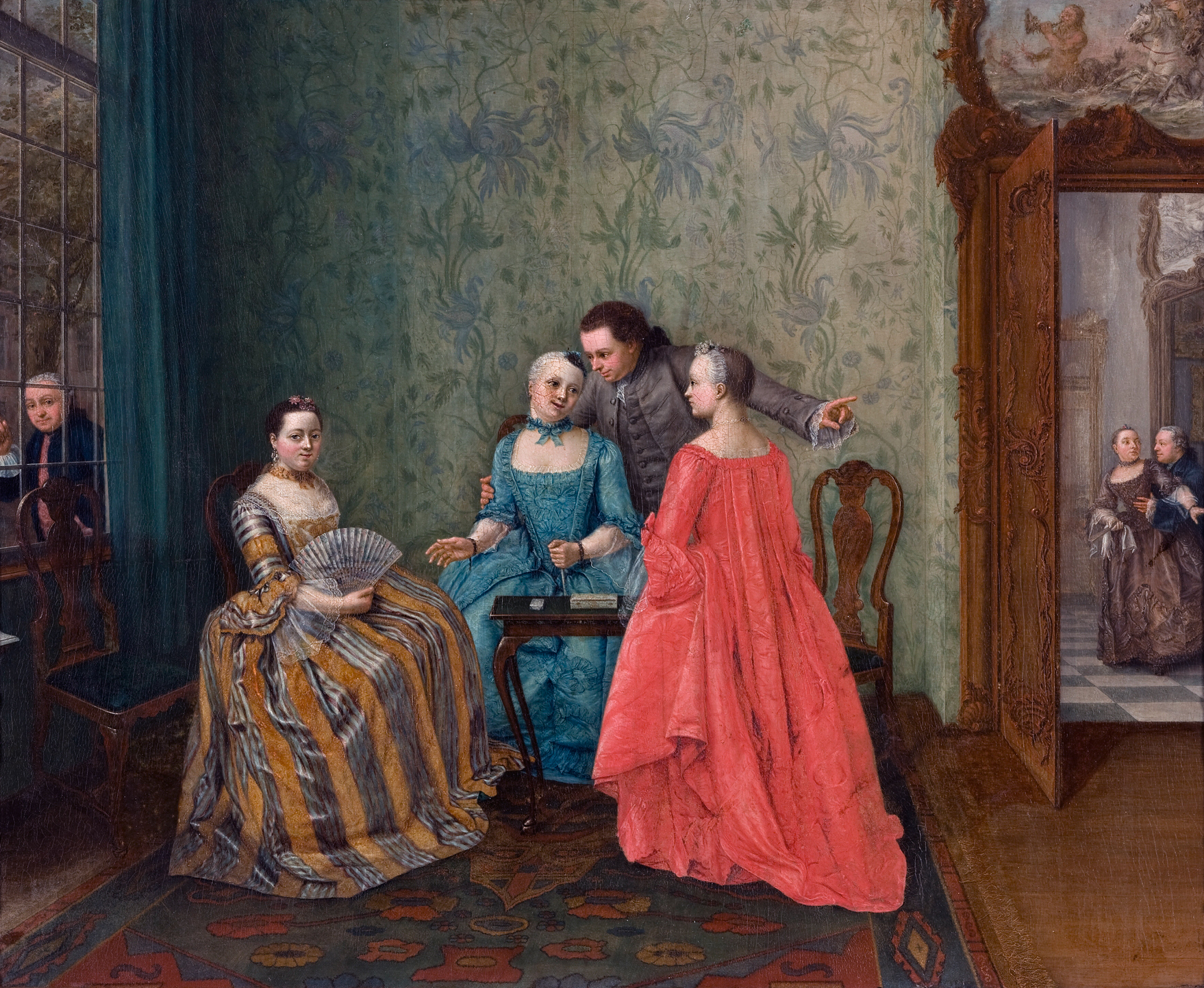
Er gebeurt iets op de gang, c.1756
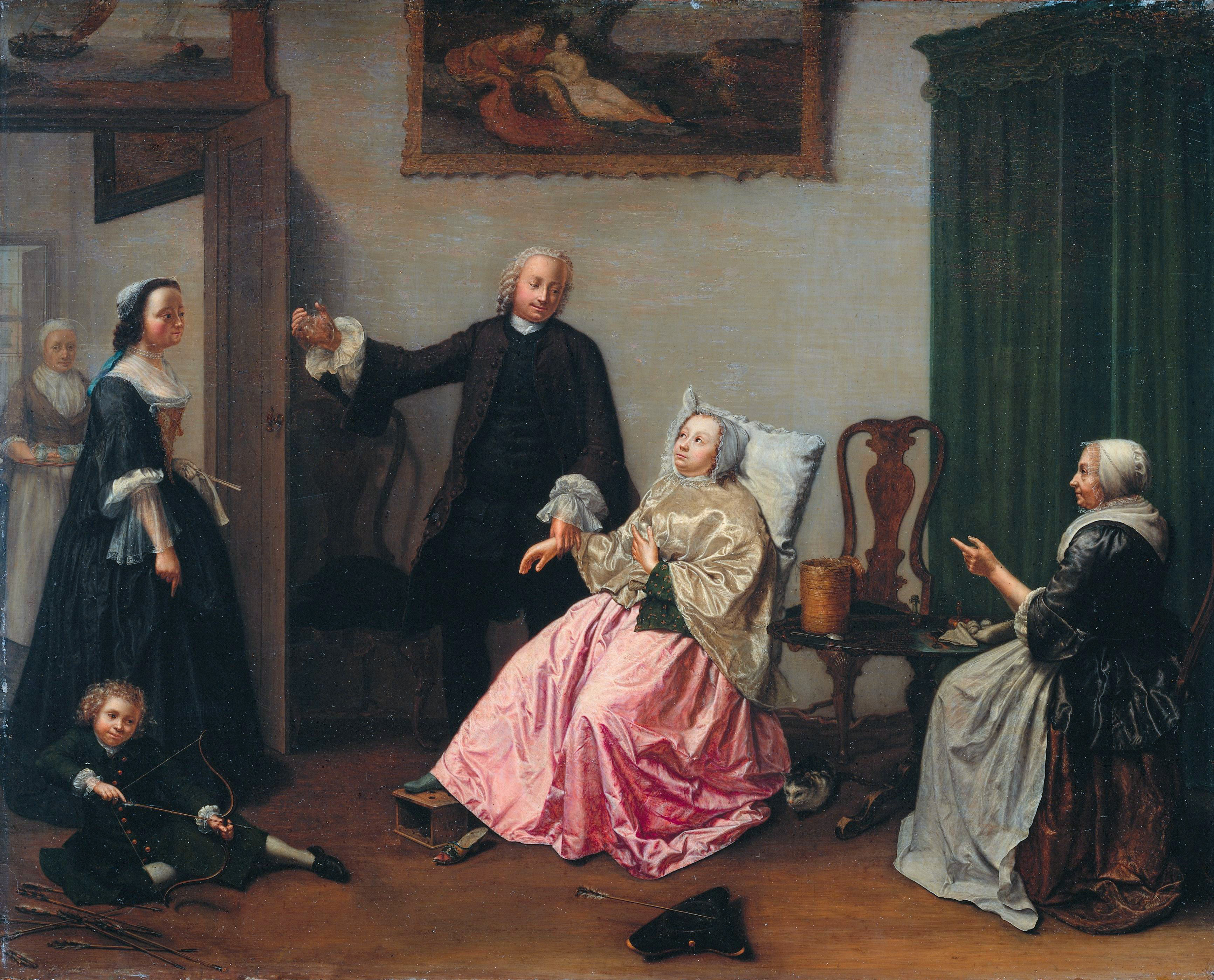
Het doktersbezoek, 1760
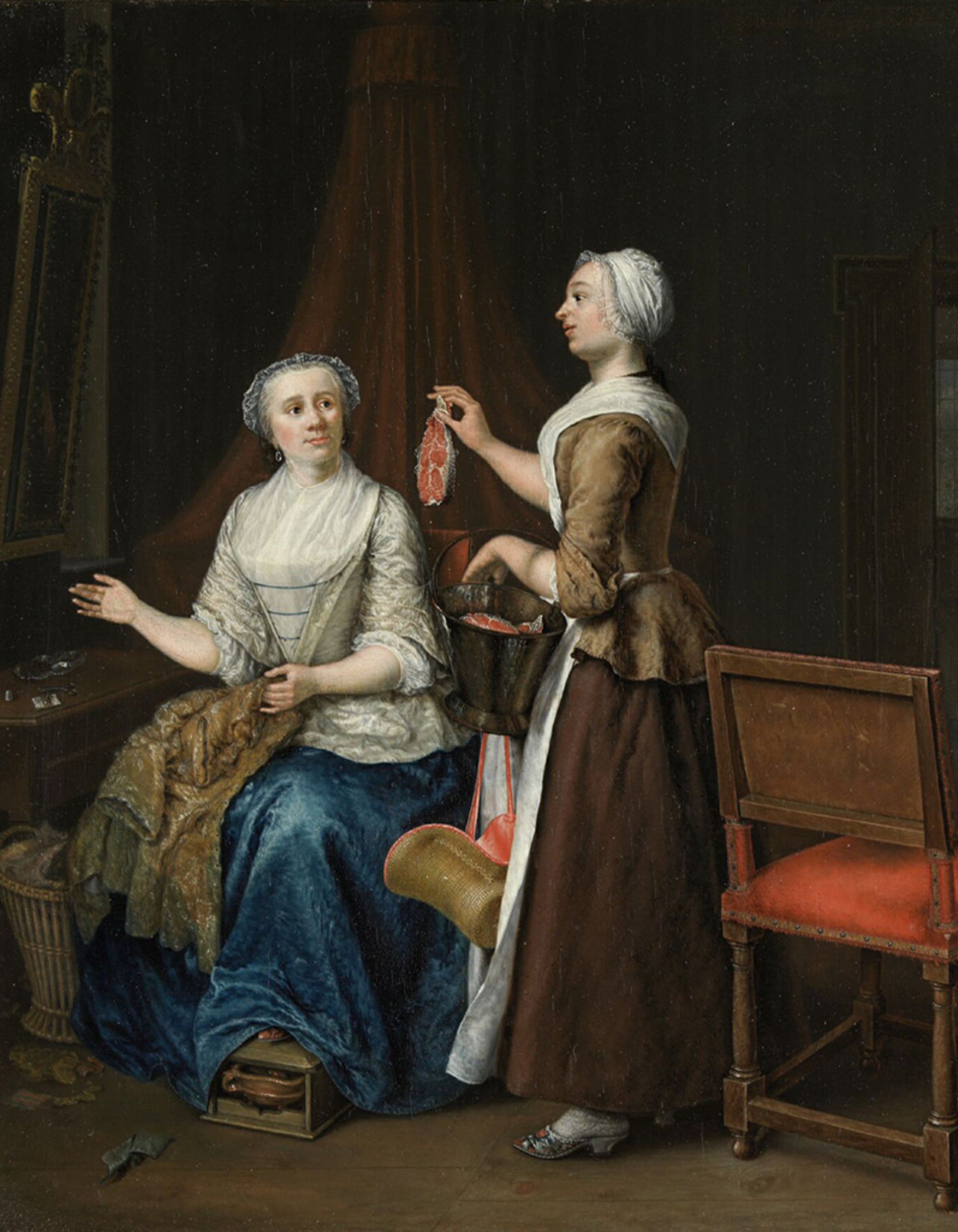
Het tonen van vis, 1745-1760